# The Case of the Curious Bride (filme)
The Case of the Curious Bride é um filme de 1935 baseado no livro The Case of the Curious Bride de Erle Stanley Gardner, é o 2º dos 6 filmes da série Perry Mason da Warner Bros., tem como protagonistas Warren William que interpretou Perry Mason, e Margaret Lindsay, intérprete de Rhoda Montain.

## Elenco
- Warren William como Perry Mason
- Margaret Lindsay como Rhoda Montaine
- Donald Woods como Carl Montaine
- Claire Dodd como Della Street
- Allen Jenkins como Spudsy Drake
- Phillip Reed como Dr. Claude Millbeck
- Barton MacLane como Chief Detective Joe Lucas
- Wini Shaw como Doris Pender
- Warren Hymer como Oscar Pender
- Olin Howland como Coroner Wilbur Strong
- Charles Richman como C. Phillip Montaine
- Thomas E. Jackson como Toots Howard
- Errol Flynn como Gregory Moxley
- Robert Gleckler como Detective Byrd
- James Donlan como Detective Fritz